# France Bezlaj
France Bezlaj, slovenski jezikoslovec in akademik, * 19. september 1910, Litija, † 27. april 1993, Ljubljana.
Bezlaj je študiral na FF v Ljubljani in FF v Pragi ter 1939 doktoriral z ekspertimentalnofonetično razpravo
Oris slovenskega knjižnega izgovora. Zaposlen je bil do leta 1950  kot profesor na bežigrajski  gimnaziji, nato pa kot lektor češkega jezika na FF v Ljubljani. Od leta 1955 je bil znanstveni sodelavec (zunanji že od 1949) in od leta 1958 znanstveni svetnik na Inštitutu za slovenski jezik SAZU, kjer je utemeljil in do smrti vodil etimološko-onomastično sekcijo, 1972 tudi delavnico (od 1975 komisijo) za historične slovarje slovenskega jezika (vodil jo je do 1987, kasneje je prerasla v sekcijo za zgodovino slov. jezika na istem inštitutu). Med letoma 1958 in 1981 je bil (od 1963 redni) profesor za primerjalno slovansko jezikoslovje na FF v Ljubljani (predaval ga je že v letnem semestru 1956); v začetku 60. let je kot prodekan FF in predstojnik katedre za primerjalno slovansko jezikoslovje zasnoval tudi istoimensko študijsko smer na Oddelku za slovanske jezike in književnosti.
Po smrti Ivana Grafenauerja je bil v letih 1965 do 1972 še upravnik Inštituta za slovensko narodopisje SAZU.
Leta 1957 je prejel Prešernovo nagrado, leta 1969 državno odličje red zaslug za narod z zlato zvezdo. Leta 1964 je postal redni član SAZU, leta 1973 dopisni član Akademije znanosti in umetnosti (ANU) BiH, leta 1983 tudi član Jugoslovanske akademije znanosti in umetnosti (zdaj HAZU) v Zagrebu ter leta 1992 še obnovljene Poljske akademije znanosti in umetnosti (PAU) v Krakovu. Leta 1981 je bil imenovan za zaslužnega profesorja, leta 1991 pa postal tudi častni doktor Univerze v Ljubljani.
Bezlaj je bil jezikoslovni sourednik Slavistične revije, glavni in odgovorni urednik Jezika in slovstva ter ustanovitelj in urednik medakademskega glasila Onomastica Jugoslavica (1969–1991). Po Ramovševi smrti 1952 je povsem prevzel v svoje roke delo za Etimološki slovar slovenskega jezika. Po začetnih pionirskih raziskavah eksperimentsalne fonetike na Slovenskem se je osredotočil na slovensko in slovansko leksikologijo oziroma etimološko-zgodovinsko preučevanje slovenskega in slovanskega občno- in lastnoimenskega besednega fonda, na njegovo sestavljenost in razporejenost besednih in drugih (glasovnih, besedotvornih) jezikovnih prvin v slovenskem jezikovnem prostoru in njihovih ustreznic (skupaj z zemljepisno razširjenostjo) v drugih slovanskih jezikih. Arealni pristop je omogočil nove osvetlitve slovanskih jezikovnih osnov slovenščine in razmerij do drugih slovanskih jezikov, ki jih je Bezlaj strnil v tezo, da se je slovenščina oblikovala iz narečno že različnih govorov, ki so bili preneseni v alpskoslovanski prostor z več slovanskimi migracijami.
Njegov življenjski opus obsega 260 bibliografskih enot, poleg znanstvenih razprav in člankov tudi sedem knjig in nekaj študijskih priročnikov.

## Najpomembnejša dela:
- Oris slovenskega knjižnega izgovora (1939)
- Slovenska vodna imena I-II (1956–61)
- Eseji o slovenskem jeziku (1967)
- Etimološki slovar slovenskega jezika I-V (1976, 1982, 1995, 2005; tretjo in četrto knjigo sta dokončala njegova učenca Marko Snoj in Metka Furlan, peto /kazala/ pa Marko Snoj in Simona Klemenčič)
- Zbrani jezikoslovni spisi I-II (uredila Metka Furlan, Ljubljana 2003)